# 또타
또타는 서울교통공사의 마스코트이다. 서울교통공사가 출범한 뒤 2017년 7월 21일에 공개되었다.

## 생김새
얼굴은 직사각형이고, 하늘색에 정사각형 모양이 얼굴에 4개 있으며 중간 2개에 동그란 원형의 눈동자가 중앙에 있다. 그리고 그밑에 반달 모양 입이 있다. 몸통에는 서울교통공사 로고가 한개 있다. 모자를 쓰고 있다.